# Pietro Bernini
Pietro Bernini (6. května 1562 Sesto Fiorentino – 29. srpna 1629 Řím) byl italský sochař a otec slavného barokního umělce Giana Lorenza Berniniho a architekta Luigiho Berniniho.
Pietro Bernini se narodil v Sesto Fiorentino v Toskánsku. Pak se přestěhoval do Neapole, kde pracoval na Kartouze svatého Martina a kde se mu také v roce 1598 narodil syn Gian Lorenzo. Roku 1605 se rodina pod ochranou kardinála Scipiona Borgheseho přestěhovala do Říma. Tam Bernini pracoval na různých projektech pro papeže Pavla V., dalšího člena rodu Borgheseů, včetně kaple sv. Pavla v bazilice Panny Marie Sněžné.
Jedním z nejznámějších děl Pietra Berniniho v Římě je kašna Fontana della Barcaccia, která připomíná loď a nachází se pod Španělskými schody. Objednal ji Urban VIII. a vznikla r. 1627. Bernini se také podílel na Neptunovy fontáně v Neapoli, dokončené mezi lety 1600 a 1601.
Zpočátku spolupracoval se svým synem Gianem Lorenzem, například na soše Chlapec s drakem v roce 1617, ale později byl zastíněn jeho talentem. Starší Bernini ukončil svou kariéru nezávislého sochaře kolem roku 1617 a očividně byl šťastný, že může působit jako asistent svého syna. Zemřel v Římě ve věku 67 let.

## Galerie

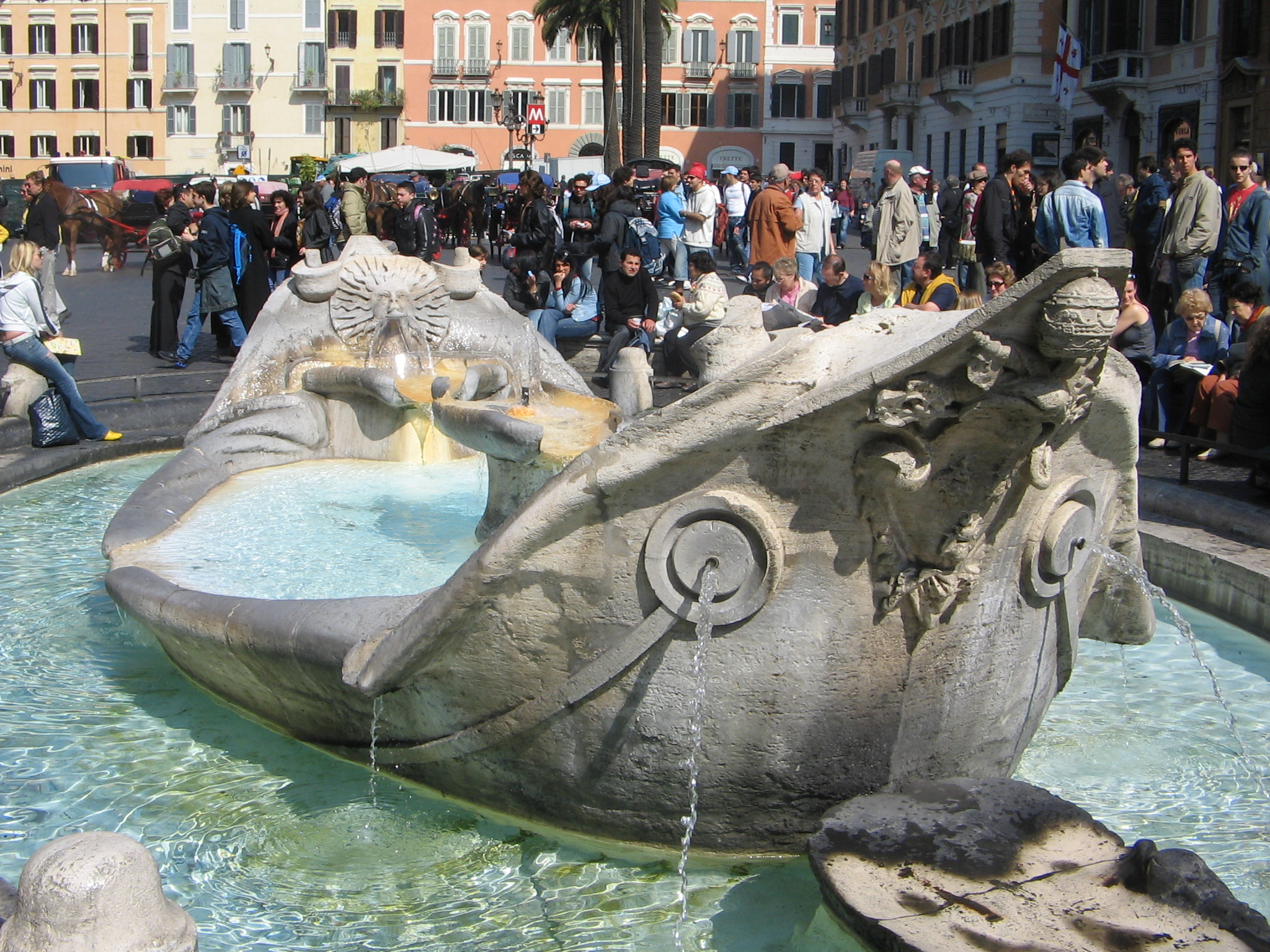
Fontana della Barcaccia, Řím
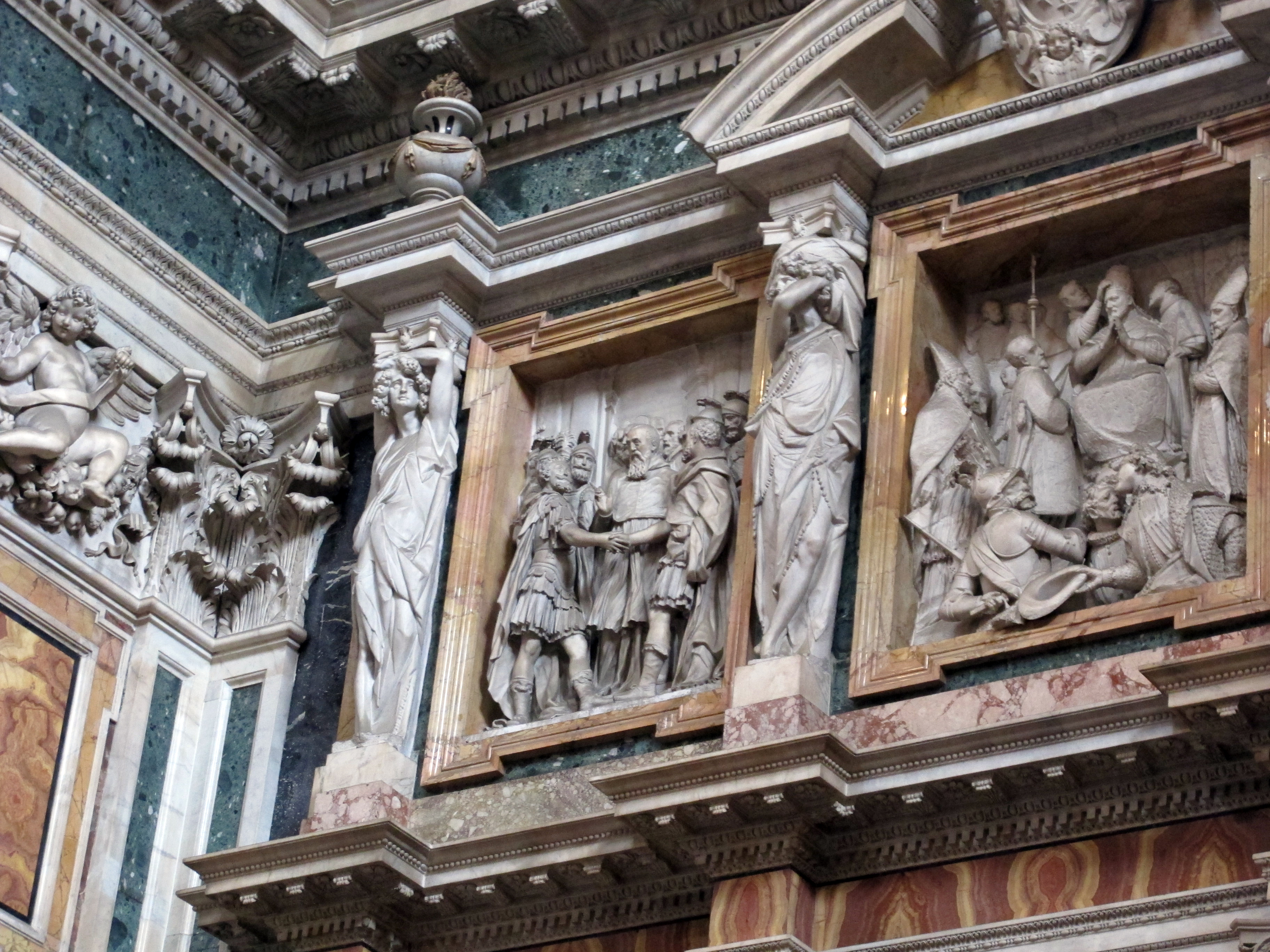
Kaple sv. Pavla v basilice P. Marie Sněžné, Řím
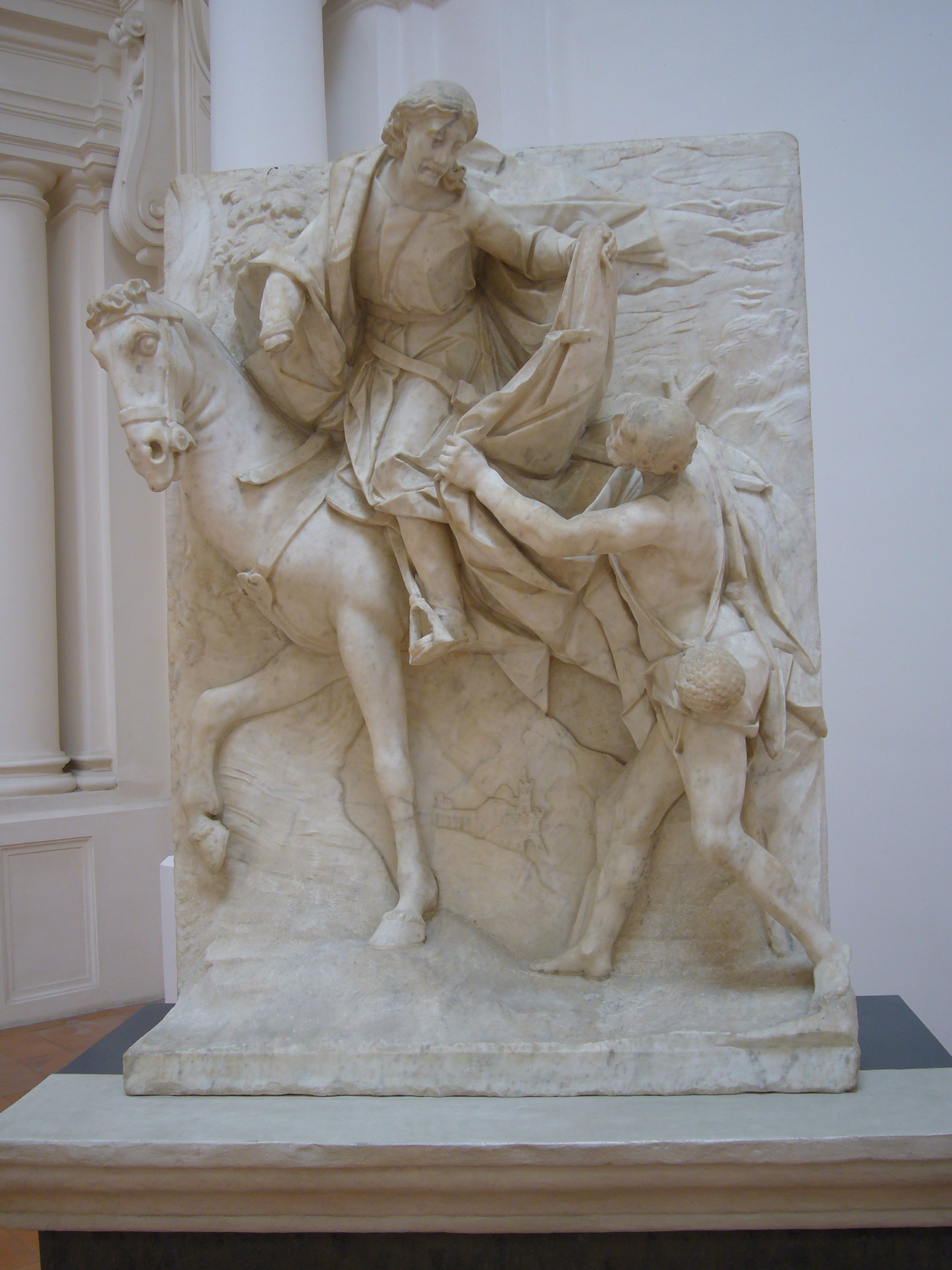
Svatý Martin se dělí o svůj plášť, Kartouza sv. Martina, Neapol
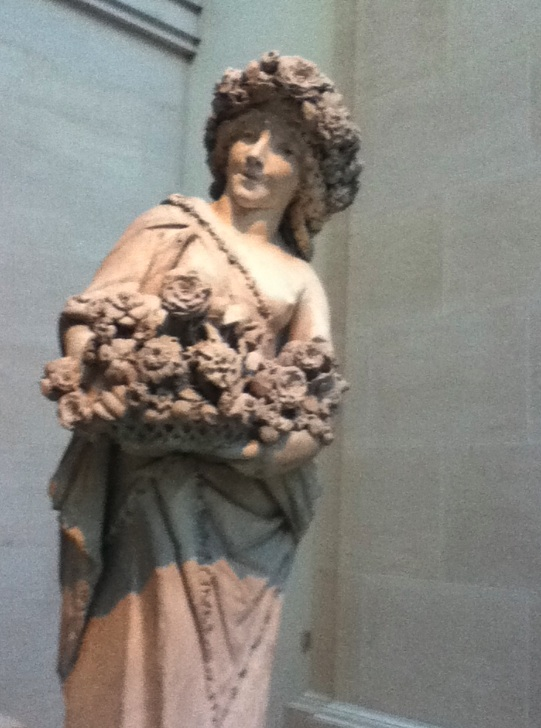
Flora, 1616